# Knieja (powiat człuchowski)
Knieja (kaszb. Kniejô) – osada śródleśna w Polsce położona w województwie pomorskim, w powiecie człuchowskim, w gminie Rzeczenica. 
Osada nad Czernicą, wchodzi w skład sołectwa Pieniężnica.
W latach 1975–1998 miejscowość administracyjnie należała do województwa słupskiego.